# Caterham CT03
Caterham CT03 — гоночний автомобіль з відкритими колесами, спроектований і побудований командою Caterham F1 для участі в чемпіонаті світу з перегонів у класі Формула-1 сезону 2013 року.
Caterham CT03 — перший болід, створеним командою на її новій базі в Ліфілді. Торішній болід іменувався як CT01, а новий отримав назву CT03. Це пов'язано з тим, що індекс 02 був привласнений дорожньому автомобілю компанії Caterham Cars.

## Презентація
Презентація боліда відбулася 5 лютого 2013 на автодромі Херес (Іспанія) — за 15 хвилин до початку першого дня передсезонних тестів Формула-1.

## Результати виступів
| 2013 | Caterham F1 | Renault RS27-2013 2.4 V8 | P |                    |   |    |    |    |    |      |      |      |    |    |    |      |    |    |    |      |      |    |    |      |   |    |
| 2013 | Caterham F1 | Renault RS27-2013 2.4 V8 | P | Шарль Пік          | 1 | 16 | 14 | 16 | 17 | 17   | Схід | 18   | 15 | 17 | 15 | Схід | 17 | 19 | 14 | 18   | Схід | 19 | 20 | Схід | 0 | 11 |
| 2013 | Caterham F1 | Renault RS27-2013 2.4 V8 | P | Гідо ван дер Гарде | 2 | 18 | 15 | 18 | 21 | Схід | 15   | Схід | 18 | 18 | 14 | 16   | 18 | 16 | 15 | Схід | Схід | 18 | 19 | 18   | 0 | 11 |

Жирний шрифт — поул

Курсив — найшвидше коло